# Problema de Basileia
O Problema de Basileia é um famoso problema de teoria dos números proposto pela primeira vez por Pietro Mengoli e resolvido por Leonhard Euler em 1735. Posto que o problema não foi resolvido pelos matemáticos mais importantes da época, a solução tornou Euler rapidamente conhecido aos vinte e oito anos. Euler generalizou o problema consideravelmente, e suas ideias foram tomadas anos depois por Bernhard Riemann em seu artigo de 1859 Über die Anzahl der Primzahlen unter einer gegebenen Größe, onde definiu sua função zeta e demonstrou suas propriedades básicas. O problema deve seu nome à cidade onde residia Euler (Basileia), cidade onde vivia também a família Bernoulli, que tentou resolver o problema sem êxito.
O problema de Basileia consiste em encontrar a soma exata dos inversos dos quadrados dos inteiros positivos, isto é, a soma exata da série infinita:
{\displaystyle \sum _{n=1}^{\infty }{\frac {1}{n^{2}}}=\lim _{n\to \infty }\left({\frac {1}{1^{2}}}+{\frac {1}{2^{2}}}+\cdots +{\frac {1}{n^{2}}}\right)}

## A prova de Euler
A prova formulada por Euler parte da série de Taylor para a função seno, ou seja{\displaystyle {\rm {sen}}(x)=x-{\frac {x^{3}}{3!}}+{\frac {x^{5}}{5!}}-{\frac {x^{7}}{7!}}+\cdots }que conduz à fórmula
{\displaystyle {\begin{aligned}{\frac {{\rm {sen}}(x)}{x}}=1-{\frac {x^{2}}{3!}}+{\frac {x^{4}}{5!}}-{\frac {x^{6}}{7!}}+\cdots \end{aligned}}} (1)
Para um polinômio geral de grau n, {\textstyle p(x)=a_{0}+a_{1}x+\dots +a_{n}x^{n},a_{0}=1} em que {\textstyle x_{1},x_{2},\dots ,x_{n}} são n raízes de {\textstyle p(x)}, vale a seguinte decomposição:{\displaystyle p(x)=\left(1-{\frac {x}{x_{1}}}\right)\cdots \left(1-{\frac {x}{x_{n}}}\right)}Visto que as raízes de {\displaystyle {\frac {{\rm {sen}}(x)}{x}}}  ocorrem exatamente quando {\textstyle x=n\cdot \pi } em que {\displaystyle n=\pm 1,\pm 2,\pm 3,\dots \,}, 
Euler assumiu que pode-se expressar a série infinita em questão como o produto  das diversas raízes, tal como um polinômio finito, i.e.:{\displaystyle {\begin{aligned}{\frac {{\rm {sen}}(x)}{x}}&=\left(1-{\frac {x}{\pi }}\right)\left(1+{\frac {x}{\pi }}\right)\left(1-{\frac {x}{2\pi }}\right)\left(1+{\frac {x}{2\pi }}\right)\left(1-{\frac {x}{3\pi }}\right)\left(1+{\frac {x}{3\pi }}\right)\cdots \\&{}=\left(1-{\frac {x^{2}}{\pi ^{2}}}\right)\left(1-{\frac {x^{2}}{4\pi ^{2}}}\right)\left(1-{\frac {x^{2}}{9\pi ^{2}}}\right)\cdots \end{aligned}}}Desenvolvendo-se o produto, obtém-se:{\displaystyle {\frac {{\rm {sen}}(x)}{x}}=1-\left({\frac {1}{\pi ^{2}}}+{\frac {1}{4\pi ^{2}}}+{\frac {1}{9\pi ^{2}}}+\cdots \right)x^{2}+\cdots }comparando-se esta igualdade com a expressão (1), constata-se, pelos termos que acompanham o {\textstyle x^{2}}, que{\displaystyle -{\frac {1}{3!}}=-{\frac {1}{\pi ^{2}}}-{\frac {1}{4\pi ^{2}}}-{\frac {1}{9\pi ^{2}}}-\cdots }Evidenciando-se o {\textstyle -{\frac {1}{\pi ^{2}}}}, segue que{\displaystyle \sum _{n=1}^{\infty }{\frac {1}{n^{2}}}={\frac {\pi ^{2}}{6}}\cdot }

## Crítica à demonstração de Euler
Nos dias atuais, a prova apresentada por Euler não seria considerada válida; não há dúvidas, todavia, de que o resultado está correto. A crítica que se faz fundamenta-se no argumento de que séries de potências não são polinômios, e, portanto, não compartilham todas as suas propriedades, não sendo válida, pois, a utilização da decomposição apresentada. Genericamente, de fato, não é válida; na função sen(x)/x, contudo, ela funciona, visto que outras demonstrações mais minuciosas conduzem ao mesmo resultado. Seria possível através de uma abordagem mais elaborada da Análise utilizando quantidades infinitas e infinitesimais.